# Nikolai Bugaev
Nikolai Vasilievichi Bugaev (în rusă Николай Васильевич Бугаев, n. 14 septembrie 1837 - d. 11 iunie 1903) a fost un matematician rus, tatăl scriitorului Andrei Belîi.
Acesta nu a avut o viață ușoară, fiind trimis de tatăl sau in Moscova, la doar 10 ani, unde a trebuit să ofere meditații pentru a putea câștiga suficienți bani pentru a trăi.
În 1855 Bugaev a intrat la Facultatea de Fizică și Matematică de la Universitatea din Moscova. A absolvit patru ani mai târziu și a plecat la St Petersburg pentru a studia la Academia de Inginerie de acolo. La acel moment, Bugaev nu se concentra asupra matematicii, deși cursurile sale includeau un fond foarte puternic în matematică. Ulterior, el a revenit la Moscova în 1861 cu intenția de a se concentra pe matematică, unde a si scris o teză de master despre convergența seriilor infinite la Universitatea din Moscova, teza pe care a prezentat-o  cu succes în 1863. Lucrarea acestei teze este una importantă, vizând dezvoltarea ulterioară a ideilor privind testele generale de convergență. După aceasta, Bugaev a decis că ar trebui să studieze în străinătate pentru a-și termina studiile, mergand la Kummer și Weierstrass la Berlin și Liouville la Paris.
În 1866, Bugaev și-a prezentat teza de doctorat despre identități numerice asociate cu numărul e. A urmat în 1867 o teză de doctorat rusă fiind echivalentul tezei germane de abilitare, apoi numirea lui Bugaev ca profesor la Universitatea din Moscova a urmat în 1867.
Cea mai importantă lucrare a lui Bugaev în teoria numerelor s-a bazat pe o analogie între unele operații din teoria numerelor, cum ar fi diferențierea și integrarea în analiză. Bugaev a construit o teorie sistematică a funcțiilor discontinue pe care a numit-o aritmologie.
Bugaev a publicat, de asemenea, lucrări despre filozofia matematicii, cum ar fi Les mathématiques et la conception du monde au point de vue philosophie scientifique Ⓣ (1898) pe care le-a livrat la Congresul internațional al matematicienilor de la Zürich în 1897. În această lucrare, Bugaev descrie matematica ca fiind bazată pe o teorie a funcțiilor, cu geometria și teoria probabilității cu rol minor. Bugaev susține că acestea conțin tot ce este necesar.
Bugaev a fost unul dintre fondatorii Societății de Matematică din Moscova, vicepreședintele acesteia din 1886 și președinte în 1891. A condus o campanie pentru autorii ruși pentru a putea scrie în limba rusă și acest lucru a dus la dezvoltarea terminologiei matematice ruse.

Nikolai Bugaev era bine-cunoscut pentru eseurile sale filozofice foarte influente, în care deplângea influența geometriei și a probabilității, și trâmbița virtuțile analizei matematice exacte.
Îl preocupa în mod deosebit problema predării matematicii în școli. Iniția introducerea elementelor de analiză matematică în cursul de gimnaziu.
A fost primul care a predat teoria funcțiilor de variabilă complexă la Universitatea din Moscova.
Cea mai mare a lucrărilor sale se referă la analiza matematică și la teoria numerelor.
1. 1 2 3 4  Fedor Mihailovici Dostoevskii. Antologia jizni i tvorcestva, accesat în 24 septembrie 2020
2. 1 2  Бугаев Николай Васильевич, Marea Enciclopedie Sovietică (1969–1978)[*]
3. ↑  Genealogia matematicienilor